# Palazzo Dante
Il Palazzo Dante, fino al 2021 palazzo delle Casse di Risparmio Postali, è un edificio monumentale che si trova a Roma, in piazza Dante nel rione Esquilino.
Fu inaugurato nel 1912, come sede centrale delle Casse di risparmio postali, ed è di proprietà della Cassa depositi e prestiti. Dal 2019 è sede dei vertici dell'intelligence italiana.

## Storia

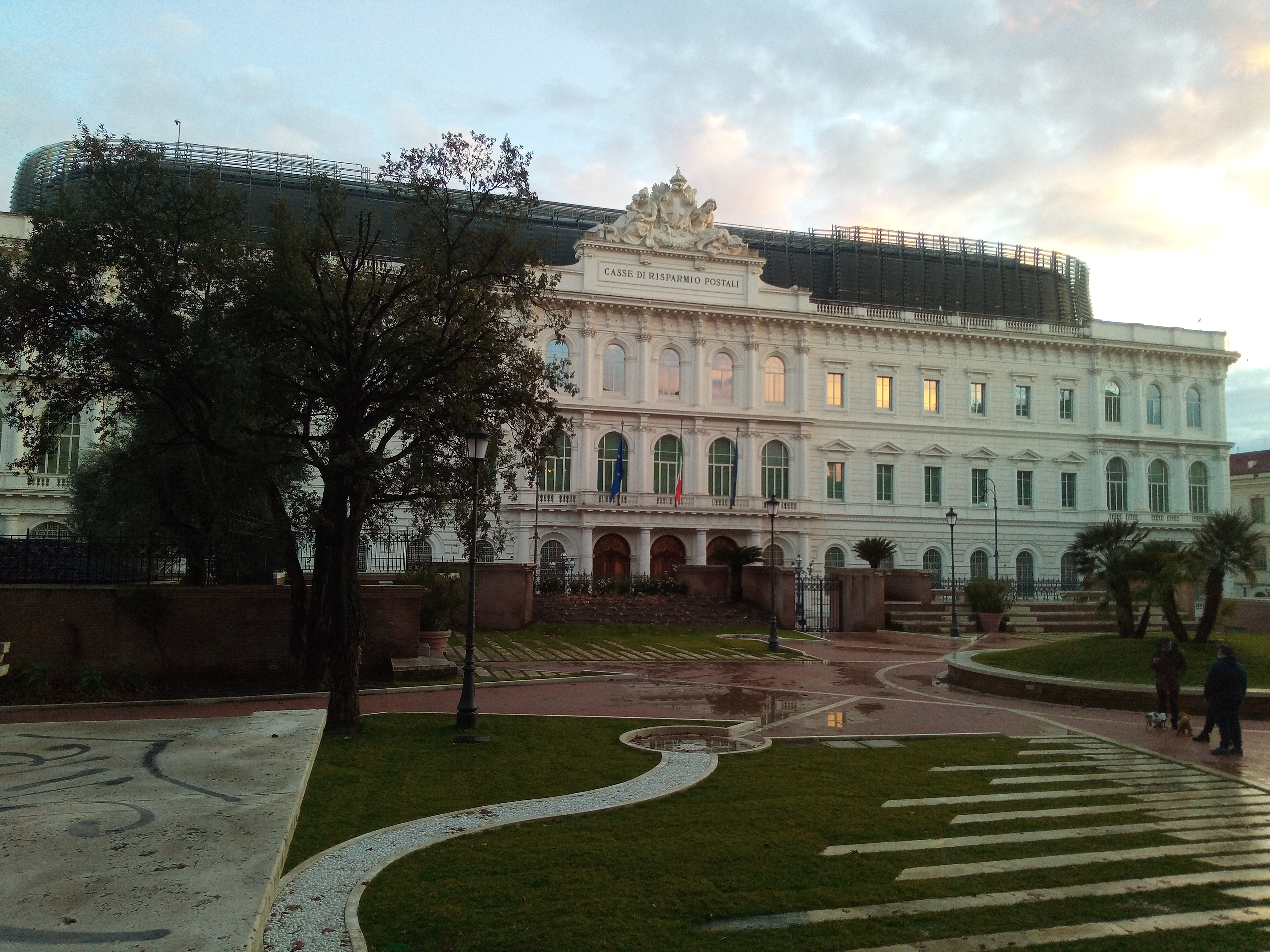
Il palazzo dopo il restauro terminato nel 2019, oggi sede del Sistema di informazione per la sicurezza della Repubblica italiana

Progettato dall'architetto Luigi Rolland nei primi anni del Novecento, i lavori iniziarono nel 1911, e la costruzione fu portata avanti dall’Ufficio speciale del Genio civile, sotto la direzione dell’ingegnere Amerigo Pullini.
Fu inaugurato nel 1912 dal sottosegretario alle Poste Augusto Battaglieri. Fu poi ampliato al termine della Grande guerra.
Fu utilizzato per assolvere alle necessità amministrative delle Casse di risparmio postale, quindi dei servizi finanziari della Cassa depositi e prestiti, legata al ministero del Tesoro, e infine alle Poste italiane, che lo utilizzarono fino a non molti anni addietro. Durante la Seconda guerra mondiale fu creato un rifugio antiaereo nei locali sotterranei del palazzo, che negli anni '80 furono occupati da una centrale dell'Enel.
Nel 2008 il palazzo è stato individuato come sede dei servizi segreti e nel 2012 sono iniziati i lavori di ristrutturazione.
Nel maggio 2019 vi è stata inaugurata la nuova sede unitaria dell'intelligence che ospita gli uffici di vertice del DIS, delle agenzie Aisi e Aise, e parte di quelli operativi.
Nel febbraio 2021, in concomitanza con la commemorazione dei 700 anni dalla morte di Dante Alighieri, la Comunità intelligence nazionale decide di intitolargli la sede del Comparto (che affaccia sull’omonima piazza), con il nome di Palazzo Dante.

## Struttura

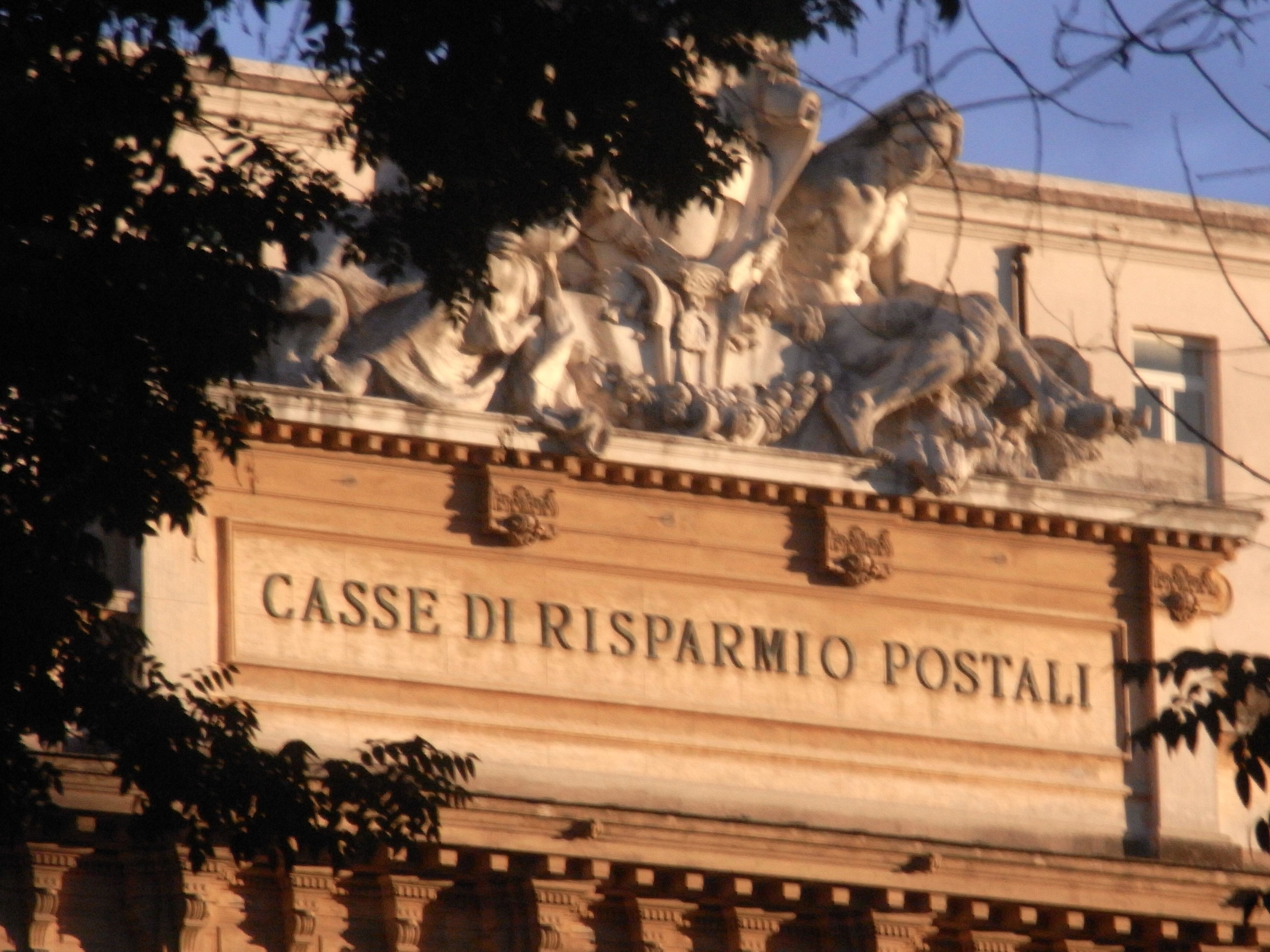
L'originale fregio scultoreo sulla facciata

Il palazzo, di impronta stile Liberty, è un edificio quadrangolare con un grande atrio centrale. Inizialmente di tre piani in elevazione, cui nel 1952 ne furono aggiunti due di altezza. È grande 11.182 metri quadrati, un dado di 100 metri per lato, alto 28 metri, con più di 1.000 finestre d’affaccio. La facciata è sormontata da un fregio scultoreo, formato da stemmi e allegorie che rimandano allo Stato sabaudo.
Il Palazzo ospita una "Parete della Memoria", dedicata ai sei membri dell'intelligence italiana caduti dal secondo dopoguerra in poi: Vincenzo Li Causi, Nicola Calipari, Lorenzo D'Auria, Pietro Antonio Colazzo, Tiziana Barnobi e Claudio Alonzi.